# Антимодернизм
Антимодернизм — философия критики и идейная позиция, направленная против модернизации и её центральных аспектов: современной технологии, индустриализации, капитализма, эмпиризма и экономической глобализации. Близкой концепцией является критика развития. Антимодернисты считают модернизацию вредной как для человека, так и для окружающей среды. 
Антимодернисты включают традиционалистов, консерваторов, религиозных фундаменталистов, которые выступают за возрождение религиозности, против индивидуализма и секулярного гуманизма

## Антимодернизм в христианстве
Известными христианскими антимодернистами были доминиканский монах Джироламо Савонарола и Папа Пий X, который выступил против безбожных модернистов в энциклике «Pascendi Dominici Gregis», в которой он характеризует модернистов как врагов не только католической религии, но и всех религий вообще. Для него модернизм составлял «синтез всех ересей». Папа Пий Х требовал, чтобы все священники и другие церковные чиновники приносили присягу против модернизма. Эта присяга должна была заново даваться ими каждый год.

## Известные антимодернисты
- Рене Генон, автор настольных книг антимодернистов «Кризис современного мира» и «Царство количества и знамения времени».
- Махатма Ганди
- Фритьоф Шуон
- Адольф Гитлер и прочие нацисты
- Юлиус Эвола, радикальный итальянский антимодернист, автор книг «Восстание против современного мира», «Люди среди руин» и «Оседлать тигра».
- Чарльз Аптон (Charles Upton), свои взгляды изложил в книге «Система антихриста».
- Жак Эллюль, свои идеи изложил в антимодернистских книгах «Технологическое общество» и «Пропаганда»
- Освальд Шпенглер, немецкий романтик и философ, выступил против модернизма в известной книге «Закат Европы».
- Давид Гросс (David Gross), автор книги «Прошлое в руинах: традиция и критика современности».
- папа Пий X